# سفارت کره شمالی در لندن
سفارت کره شمالی در لندن (به انگلیسی: Embassy of North Korea) یک سفارت در بریتانیا است که در لندن واقع شده‌است.